# PSMG2
PSMG2 (англ. Proteasome assembly chaperone 2) – білок, який кодується однойменним геном, розташованим у людей на короткому плечі 18-ї хромосоми. Довжина поліпептидного ланцюга білка становить 264 амінокислот, а молекулярна маса — 29 396.
| 10         |  | 20         |  | 30         |  | 40         |  | 50         |
| ---------- |  | ---------- |  | ---------- |  | ---------- |  | ---------- |
| MFVPCGESAP |  | DLAGFTLLMP |  | AVSVGNVGQL |  | AMDLIISTLN |  | MSKIGYFYTD |
| CLVPMVGNNP |  | YATTEGNSTE |  | LSINAEVYSL |  | PSRKLVALQL |  | RSIFIKYKSK |
| PFCEKLLSWV |  | KSSGCARVIV |  | LSSSHSYQRN |  | DLQLRSTPFR |  | YLLTPSMQKS |
| VQNKIKSLNW |  | EEMEKSRCIP |  | EIDDSEFCIR |  | IPGGGITKTL |  | YDESCSKEIQ |
| MAVLLKFVSE |  | GDNIPDALGL |  | VEYLNEWLQI |  | LKPLSDDPTV |  | SASRWKIPSS |
| WRLLFGSGLP |  | PALF       |  |            |  |            |  |            |

A: Аланін

C: Цистеїн

D: Аспарагінова кислота

E: Глутамінова кислота

F: Фенілаланін

G: Гліцин

H: Гістидин

I: Ізолейцин

K: Лізин

L: Лейцин

M: Метіонін

N: Аспарагін

P: Пролін

Q: Глутамін

R: Аргінін

S: Серин

T: Треонін

V: Валін

W: Триптофан

Кодований геном білок за функціями належить до шаперонів, фосфопротеїнів. 
Задіяний у такому біологічному процесі, як альтернативний сплайсинг. 
Локалізований у ядрі.